# Kølle (musikinstrument)
 For alternative betydninger, se Kølle. (Se også artikler, som begynder med Kølle)
En kølle er en slags trommestik af træ eller plastic med et køllehoved, der kan være lavet mange forskellige materialer, fra glas til filt. Køller bruges til at spille for eksempel stortromme, klokkespil, marimba, pauker eller gong.
| Musik | Spire Denne musikartikel er en spire som bør udbygges. Du er velkommen til at hjælpe Wikipedia ved at udvide den. |